# Vol'ha Isceljacova
Vol'ha Sjarheeŭna Isceljacova, coniugata Vaškevič (in bielorusso Вольга Сяргееўна Ісцеляцова-Вашкевіч?; Minsk, 27 ottobre 1988), è un'ex cestista bielorussa.

## Carriera
Con la Bielorussia ha disputato i Campionati europei del 2013 e i Campionati mondiali del 2014.